# Unterseeboot 9 (1935)
Pour les autres navires du même nom, voir Unterseeboot 9.
Le Unterseeboot 9 ou U-9 est un sous-marin allemand (U-Boot) de type II.B utilisé par la Kriegsmarine pendant la Seconde Guerre mondiale.
Comme les sous-marins de type II étaient trop petits pour des missions de combat dans l'océan Atlantique, il est affecté en mer du Nord et ensuite en Mer Noire pour des tâches de formation dans la 21. et dans la 24. Unterseebootsflottille (21e et 24e Flottille d'U-Boote), deux unités d'entraînement.

## Présentation
Mis en service le 21 août 1935, l'U-9 réalise sa première patrouille le 25 août 1939 dans la Mer du Nord.
Le 7 décembre 1942 à 16 heures 20, au large de Sotchi dans la mer Noire, un dragueur de mines soviétique lui lance huit grenades sous-marines, causant des dommages mineurs.
Le 11 mai 1944, toujours en Mer Noire, au sud de Yalta: une escorte soviétique lui lance des grenades sous-marines lui occasionnant de légers dégâts.
Il est coulé le 20 août 1944 à 10 heures 30 à Constanţa en Mer Noire à la position géographique de 44° 12′ N, 28° 41′ E, par des bombes larguées par un avion soviétique.
En 1945, les Soviétiques renflouent le sous-marin et l'amène dans le port russe de Nikolaev en Ukraine. L'U-9 devient en 1945 le sous-marin russe TS-16, mais en raison des dommages importants, il a été détruit après le 12 décembre 1946.

## Affectations
- 1. Unterseebootsflottille du 1er septembre 1935 au 1er août 1939 en tant qu'unité active
- 1. Unterseebootsflottille du 1er octobre 1939 au 31 décembre 1939 en tant que navire-école
- 1. Unterseebootsflottille du 1er janvier 1940 au 30 juin 1940 en tant qu'unité active
- 24. Unterseebootsflottille du 1er juillet 1940 au 31 octobre 1940 en tant que navire d'entrainement
- 21. Unterseebootsflottille du 1er novembre 1940 au 1er mai 1942 en tant que navire-école
- 30. Unterseebootsflottille du 1er octobre 1942 au 20 août 1944 en tant qu'unité active

## Commandements
- Korvettenkapitän Hans-Günther Looff du 21 août 1935 jusqu'en 1936/1937
- Kapitänleutnant Werner von Schmidt du 30 septembre 1935 au 1er octobre 1937
- Kapitänleutnant Ludwig Mathes du 1er octobre 1937 au 18 septembre 1939
- Max-Martin Schulte du 19 septembre 1939 au 29 décembre 1939
- Oberleutnant zur See Wolfgang Lüth du 30 décembre 1939 au 10 juin 1940
- Oberleutnant zur See Wolfgang Kaufmann du 11 juin 1940 au 20 octobre 1940
- Kapitänleutnant Joachim Deecke du 21 octobre 1940 au 8 juin 1941
- Oberleutnant zur See Hans-Joachim Schmidt-Weichert du 2 juillet 1941 au 30 avril 1942
- Kapitänleutnant Hans-Joachim Schmidt-Weichert du 28 octobre 1942 au 15 septembre 1943
- Oberleutnant zur See Heinrich Klapdor du 16 septembre 1943 au 20 août 1944
- Oberleutnant zur See Martin Landt-Hayen du 5 avril 1944 au 6 avril 1944
- Kapitänleutnant Klaus Petersen du 7 avril 1944 jusqu'en juin 1944

Nota: Les noms de commandants sans indication de grade signifie que leur grade n'est pas connu avec certitude à notre époque à la date de la prise de commandement.

## Palmarès
L'Unterseeboot 9 a coulé 7 navires marchands ennemis pour un total de 16 669 tonneaux, 1 navire de guerre de 552 tonnes et endommagé un autre navire de guerre de 412 tonnes au cours des 19 patrouilles (373 jours en mer) qu'il effectua.

### Navires coulés
| Navires coulés par le U-9 |                 |             |         |
| Date                      | Navire          | pavillon    | Tonnage |
| 18 janvier 1940           | Flandria        | Suède       | 1 179 t |
| 19 janvier 1940           | Patria          | Suède       | 1 188 t |
| 11 février 1940           | Linda           | Estonie     | 1 213 t |
| 4 mai 1940                | San Tiburcio    | Royaume-Uni | 5 995 t |
| 8 mai 1940                | Doris           | France      | 552 t   |
| 11 mai 1940               | Tringa          | Royaume-Uni | 1 930 t |
| 11 mai 1940               | Viiu            | Estonie     | 1 908 t |
| 23 mai 1940               | Sigurd Faulbaum | Belgique    | 3 256 t |

### Navires endommagés
| Navires endommagés par le U-9 |        |          |         |
| Date                          | Navire | pavillon | Tonnage |
| 11 mai 1944                   | Shtorm | URSS     | 412 t   |